# 方願瑛
方願瑛，字符白，江南江都縣（今揚州市）人。清朝政治人物。
四歲喪父，由母王氏撫養成人。初任河南懷慶府知府，屢斷疑獄，由“白面包公”之譽。陞江西贑南道，母喪丁憂去職，僑居儀徵城南四壩。守喪期滿，補授廣東惠潮道。陞廣東按察使，署布政使。雍正五年（1727年）因被控受賄，左遷雲南迤西道。乾隆六年（1741年）卒於官。
孫女方婉仪，畫家。